# Одни из нас (2-й сезон)
Второй сезон американского постапокалиптического драматического телесериала «Одни из нас» транслировался на канале HBO c 13 апреля по 25 мая 2025 года. Действие сериала, основанного на серии компьютерных игр The Last of Us, происходит через 20 лет после мировой пандемии, вызванной распространением грибковой инфекции, которая превращает людей в зомби. Второй сезон основан на игре The Last of Us Part II (2020), показанные в нём события происходят через пять лет после событий первого сезона. В нём впервые появляется Эбби Андерсон в исполнении Кейтлин Дивер.
HBO продлил телесериал на второй сезон вскоре после премьеры первого сезона в январе 2023 года. К шоураннерам сериала Крейгу Мейзину и Нилу Дракманну в качестве сценаристов присоединились Хэлли Гросс и Бо Шим; Дракманн был одним из создателей серии видеоигр, а Гросс — соавтором The Last of Us Part II. Съёмки проходили в Британской Колумбии с февраля по август 2024 года. Дракманн, Мазин и Питер Хоар вернулись в качестве режиссёров совместно с Кейт Херрон, Ниной Лопес-Коррадо, Марком Майлодом и Стивеном Уильямсом. Второй сезон включает семь эпизодов.

## Сюжет
Действие второго сезона разворачивается через пять лет после событий, показанных в первом сезоне. Сценарий основан на продолжении оригинальной игры. Главные герои, Элли и Джоэл, живут в общине Томми. В какой-то момент становится известно о появлении таинственных незнакомцев, и Элли отправляется на их поиски вместе со своей подругой Диной.

## Актёры и персонажи

### Основной состав
- Педро Паскаль — Джоэл Миллер, закалённый выживший средних лет, нанятый Марлин, лидером движения сопротивления «Цикады», для вывоза девочки Элли из карантинной зоны[2][3]. В телесериале Джоэл показан более физически уязвимым, чем в игре: он глух на одно ухо, у него больные колени[4].
- Белла Рамзи — Элли, 14-летняя девочка-сирота, невосприимчивая к грибку Cordyceps, которая может стать ключом к созданию вакцины[5]. Со времён первого сезона её отношения с Джоэлом стали более напряжёнными[6]. Элли часто проявляет неповиновение и гнев, но при этом нуждается в эмоциональной близости[5]. Во втором сезоне Элли живёт в Джексоне, учится играть на гитаре и заводит отношения с Диной[7].
- Гэбриел Луна — Томми Миллер, младший брат Джоэла, бывший солдат, идеалист, надеющийся на счастливое будущее[8]. Прежде состоял в сопротивлении, но отошёл от него и живёт в одной из общин в Джексоне (штат Вайоминг) с женой[9]. По словам Луны, во втором сезоне Томми испытает «антиэволюцию»[10].
- Изабела Мерсед — Дина, любовный интерес Элли и бывшая девушка Джесси. Свободолюбивая натура, чья преданность Элли будет проверена жестокостью мира, в котором живут герои[11].
- Янг Мазино — Джесси, один из участников общины в Джэксоне, который «ставит нужды остальных выше своих собственных»[12].

### Приглашённые актёры
- Кейтлин Дивер — Эбигейл «Эбби» Андерсон, опытная воительница, которая стремится отомстить за тех, кого любила. Изначально Дивер пробовалась на роль Элли, но шоураннерам нужна была более молодая актриса, поэтому они утвердили Дивер на роль Эбби[13]. На съёмках к ней была приставлена дополнительная охрана из-за неоднозначного восприятия игроками героини Дивер[14].
- Рутина Уэсли — Мария, беременная жена Томми, один из лидеров общины в Джэксоне. До вспышки инфекции работала помощником окружного прокурора в Омахе (штат Небраска)[15]. Гэбриел Луна отметил, что Мария является «опорой» для своего поселения и что главными характеристиками героини является «её милосердие и сила»[16].
- Дэнни Рамирес — Мэнни, солдат, который боится подвести своих друзей. Он сохраняет весёлое настроение, несмотря на болезненные воспоминания[17].
- Ариэла Барер[англ.] — Мэл, молодой врач, преданный своей работе[17].
- Тати Габриэль — Нора, военный врач, которой трудно смириться с грехами своего прошлого[17].
- Джеффри Райт — Айзек Диксон, лидер ополчения, которое, стремясь к свободе, сталкивается с непрекращающейся войной. Прежде Райт играл и озвучивал этого персонажа в The Last of Us Part II[18]
- Кэтрин О’Хара — психотерапевт Джоэла[19]. Она появится в трёх эпизодах вместе с Паскалем и Рамзи[20]. О’Хара узнала о сериале от своих сыновей, которые увлекались одноимёнными играми; один из них участвует в создании сериала. По словам актрисы, она хотела добавить в свою роль немного «хорошей чёрной комедии»[19].
- Спенсер Лорд — Оуэн[17].

## Эпизоды
| № общий | № в сезоне | Название                               | Режиссёр           | Автор сценария                           | Дата премьеры  | Зрители в США (млн) |
| ------- | ---------- | -------------------------------------- | ------------------ | ---------------------------------------- | -------------- | ------------------- |
| 10      | 1          | «Дни будущего» «Future Days»           | Крейг Мэйзин       | Крейг Мэйзин                             | 13 апреля 2025 | 0,938               |
| 11      | 2          | «Через долину» «Through the Valley»    | Марк Майлод        | Крейг Мэйзин                             | 20 апреля 2025 | 0,643               |
| 12      | 3          | «Путь» «The Path»                      | Питер Хоар         | Крейг Мэйзин                             | 27 апреля 2025 | 0,768               |
| 13      | 4          | «День первый» «Day One»                | Кейт Херрон        | Крейг Мэйзин                             | 4 мая 2025     | 0,774               |
| 14      | 5          | «Почувствуй её любовь» «Feel Her Love» | Стивен Уильямс     | Крейг Мэйзин                             | 11 мая 2025    | 0,652               |
| 15      | 6          | «Цена» «The Price»                     | Нил Дракманн       | Нил Дракманн, Хэлли Гросс и Крейг Мэйзин | 18 мая 2025    | 0,701               |
| 16      | 7          | «Конвергенция» «Convergence»           | Нина Лопес-Коррадо | Нил Дракманн, Хэлли Гросс и Крейг Мэйзин | 25 мая 2025    | н/д                 |

## Производство

### Разработка
Телеканал HBO сообщил о продлении сериала «Одни из нас» на второй сезон 27 января 2023 года, через две недели после премьеры пилотного эпизода. Первый сезон охватывает события игры The Last of Us (2013) и её дополнения The Last of Us: Left Behind (2014), второй сезон посвящён её продолжению, The Last of Us Part II (2020). Дракманн заявил, что адаптация Part II будет проходить в несколько сезонов, а Мазин добавил, что не хочет, чтобы сериал обгонял игры. Во время написания сценария к первому сезону создатели шоу Крейг Мейзин и Нил Дракманн следили за тем, чтобы герои соответствовали развитию их персонажей в играх на случай, если сериал получит ещё несколько сезонов. Создание «Одних из нас» позволило авторам использовать сюжетные линии, которые не сработали в оригинальных играх. Создатели шоу, отвечая на критику в адрес первого сезона, уточнили, что во втором сезоне больше внимания будет уделено заражённым.
После продления сериала HBO назначил исполнительными продюсерами второго сезона Мазина, Дракманна, Кэролин Штраусс, Эвана Уэллса, Асада Кизилбаша, Картера Свона и Роуз Лэм. В марте 2023 года Жаклин Леско, которая была одной из продюсеров первого сезона, тоже стала исполнительным продюсером второго сезона. В январе 2024 года Дракманн, Мазин и Питер Хоар заняли посты режиссёров вместе с Кейт Херрон, Ниной Лопес-Коррадо, Марком Майлодом и Стивеном Уильямсом. В следующем месяце Сесил О’Коннор, ещё один продюсер первого сезона, заменил Роуз Лэм. В июне того же года Мазин и Дракманн рассказали, что второй сезон будет состоять из семи эпизодов, один из которых будет самым продолжительным.

### Написание сценария
В феврале 2023 года в Лос-Анджелесе была создана комната сценаристов для второго сезона, а к Мазину и Дракманну присоединились Хэлли Гросс, которая писала сценарий Part II вместе с Дракманном, и новый сценарист Бо Шим. Дракманн работал с Мазином над сюжетом второго сезона параллельно с разработкой обновлённой версии второй части The Last of Us Part II Remastered, что, по его мнению, дало им возможность вернуться к тонкостям повествования и проанализировать сюжетные повороты. Сценарии были завершены в апреле, тогда же был составлен полный план сезона, однако на написание сценариев повлияла забастовка Гильдии сценаристов. Мазин написал и представил сценарий первого эпизода за 90 минут до начала забастовки; ни один из эпизодов тогда не был полностью готов к выходу. Ни Мазин, ни Дракманн не работали над сериалом во время забастовки. Вместо работы Мазин придумывал сцены во время прогулок, поскольку он планировал быстро закончить сценарии после забастовки, чтобы составить бесперебойный производственный график. Во втором сезоне будут показаны темы мести, в отличие от безусловной любви в первом сезоне.

### Кастинг
Подбор актёров ко второму сезону был остановлен в мае 2023 года из-за забастовки Гильдии сценаристов Америки; в связи с отсутствием сценария актёры проходили пробы со сценами из The Last of Us Part II. Производственная команда хотела начать кастинг для второго сезона с Эбби; издание Los Angeles Times сообщало, что актрису на эту роль выбрали ещё до забастовки. В СМИ появлялись данные о том, что Эбби Андерсон может сыграть Шеннон Берри или Флоренс Пью. После окончания забастовки в ноябре специалисты по кастингу обратили внимание на Дивер, ознакомившись с её игрой в научно-фантастическом хорроре «Никто тебя не спасёт» (2023). Дивер была утверждена на роль Эбби Андерсон 9 января 2024 года. По словам Нила Дракманна, поскольку Элли во втором сезоне будет на пять лет старше, чем в первом, была идея взять на эту роль другую актрису. Однако сам Дракманн и сценарист Крейг Мейзин выступили против, так как Рамзи осенью 2022 года исполнилось 19 лет (как Элли во втором сезоне). В результате Рамзи осталась в проекте. Педро Паскаль также вернётся к своей роли. О своём желании участвовать в проекте заявил Закари Ливай. 10 января на роль Джесси был назначен Янг Мазино, а на следующий день роль Дины получила Изабела Монер. 2 февраля к актёрскому составу присоединилась Кэтрин О’Хара с неизвестной ролью, 1 марта свои роли получили Дэнни Рамирес, Ариэла Барер, Тати Габриэль и Спенсер Лорд. 24 мая было объявлено, что Джеффри Райт исполнит роль Айзека Диксона. В конце января 2025 года стало известно, что О’Хара исполнит роль психотерапевта Джоэла.

### Съёмки
Съёмки второго сезона проходили в основном в Британской Колумбии и длились около 150 дней. В ноябре 2023 года появилась точная дата начала съёмок — 7 января 2024 года. Несмотря на то, что съёмки были отложены из-за забастовок Гильдии сценаристов и SAG-AFTRA, основные съёмки начались 12 февраля 2024 года под рабочим названием Mega Sword. Крейг срежиссировал первый эпизод второго сезона первым; в первый день съёмок участвовали Рэмси и Монер. В феврале одно из зданий в Камлупсе использовалось в качестве рынка Greenplace. 5-6 марта съёмки проходили в Калгари (провинция Альберта, Канада), где частично снимали первый сезон. Затем съёмки были перенесены в Мишн, Форт-Лэнгли и Лэнгли, которые будут дублировать Джэксон (штат Вайоминг). Эпизод Мазина был завершён 12 марта. Затем производство вернулось в Альберту на десять дней, начиная с 18 марта; на съёмках в Эксшоу требовался снег, а чтобы снять сцены на шоссе 1A, дорога была перекрыта на 72 часа. Позже HBO опровергли слухи о том, что Паскаль завершил съёмки своей роли в марте.
Марк Майлод сменил Мазина в феврале того же года, за ним последовали Кейт Херрон и Питер Хоар в апреле, Стивен Уильямс и Дракманн в мае и Лопес-Коррадо в июле.
Ксения Середа вернулась на пост кинооператора и работала с Майлодом, Херрон и Лопес-Коррадо над первым, третьим, пятым и шестым эпизодами, а Кэтрин Гольдшмидт работала с ними в той же должности над вторым, четвёртым и седьмым эпизодами. В апреле в Британия-Бич было построено несколько зданий для продолжения производства. 4 мая съёмки проходили в Даунтаун-Истсайд в Ванкувере, который будет имитировать постапокалиптический Сиэтл с солдатами и военной техникой, также показанный в игре. 11 мая Рэмси и Монер снимались верхом на лошадях. Само производство было запланировано с опозданием, поэтому некоторые предприятия предупреждали за четыре дня.
Подготовительные работы начались в Нанаймо 22 апреля, с 29 апреля дороги были перекрыты. 13-14 мая было отснято около шести минут видеоматериала с участием Рэмси и Монер верхом на лошадях, действие которого будет разворачиваться вокруг Капитолийского холма в Сиэтле и его вымышленного отеля «Serevena». Лошадь, принявшая участие в съёмках, получила кличку Джазвей (англ. Jazzway); ранее она уже участвовала в съёмках телесериала «Сотня» (2014—2020) и фильма «Мир юрского периода: Господство» (2022). Несколько предприятий были закрыты во время съёмок, и в итоге получили компенсацию из бюджета телесериала; в близлежащих компаниях после съёмок наблюдался наплыв посетителей и онлайн-трафика. 31 мая съёмочная группа покинула Нанаймо, а сам город продюсеры планировали наградить за участие в сериале. Съёмки также проходили на частной территории в заливе Минати (Британия-Бич) в течение пяти дней — 5, 7, 12, 13 июня, а 2 июля использовалась пиротехника с дымом и пламенем. Некоторые сцены также снимали в Китайском квартале Ванкувера с Рэмси, Монер и Серафитами в воссозданном Сиэтле. Производство эпизода Дракманна было завершено 9 июля 2024 года.
12 июля съёмки проводились в Даунтаун-Истсайд, а на следующий день в Стэнли-парке, 25 июля в Даунтауне Ванкувера. С 25 по 27 июля для съёмок закрыли участок парка Харбор-Грин в Кол-Харбор, где стояло несколько брошенных машин и росла трава. 28 июля снимались сцены в Нью-Уэстминстере, 29 июля в театре «Орфеум», а 9-13 августа в районе улиц Кордова и Кемби в Газтауне. Вечеринка по случаю окончания съёмок сезона состоялась 18 августа, а основные съёмки должны были закончиться 21 августа; за несколько недель до запланированной даты окончания — 9 августа. В итоге основные съёмки завершились 23 августа. В течение следующих шести месяцев было проведено как минимум три серии дополнительных съёмок в Даунтауне Ванкувера с 13 по 17 сентября; сцены с участием колонн военных машин проходили там же. Офис производства сезона был закрыт 27 сентября.

## Релиз
В декабре 2023 года стало известно, что второй сезон выйдет на телеканале HBO и на стриминговом сервисе Max в 2025 году. По словам главного исполнительного директора HBO и Max, Кейси Блойса, сезон будет транслироваться в первой половине года — между мартом и сентябрём; это время является периодом отбора на премию «Эмми». 7 января 2025 года, на презентации Sony на выставке Consumer Electronics Show, Дракманн объявил, что премьера сезона состоится в апреле и показал новый трейлер. 19 февраля канал HBO выпустил персональные постеры Джоэла, Элли и Эбби и объявил дату премьеры первого эпизода — 13 апреля. Версии каждого эпизода на американском жестовом языке в исполнении Дэниела Дюранта и режиссёра Лейлы Ханауми будут выходить на канале Max одновременно. Премьера первого эпизода состоялась 24 марта в китайском театре TCL в Лос-Анджелесе. 10 апреля прошёл показ первой серии в театре Vue West End (Лестер-сквер, Лондон). Запрет на публикацию отзывов действовал до выхода первого эпизода в эфир.
Рекламная кампания
Первые кадры с Паскалем и Рамзи были опубликованы 15 мая 2024 года, кадры с Дивер, Монер, О’Харой и Райтом — 4 августа того же года. 26 сентября HBO опубликовали синопсис сезона и постеры Джоэла, Элли и Эбби, а также первый тизер-трейлер с песней «Future Days» группы Pearl Jam, которая стала ключевой в Part II. Сезон был показан на выставке Max showcase в Лондоне 5 декабря. 12 декабря Изабела Монер и Шеннон Вудворд, которая сыграла и озвучила Дину во второй части, представляли победителей номинации «Лучшая адаптация» на The Game Awards 2024. Дивер, Дракманн, Луна, Мейзин, Мазино, Мерсед, Паскаль и Рамзи появились на фестивале SXSW 8 марта, где был показан новый трейлер, который был слит в сеть несколькими часами ранее. Этот ролик стал самым просматриваемым за три дня среди всех оригинальных трейлеров HBO и Max, собрав 158 миллионов просмотров (это на 160 % больше, чем у предыдущих тизеров и трейлеров сериала). Основной постер сезона был опубликован 13 марта, а с Джоэлом и Элли — 20 марта. 24 марта канал HBO опубликовал девять персональных постеров с героями второго сезона. В тот же день Паскаль принял участие в программе «Джимми Киммел в прямом эфире» в рамках рекламной кампании сериала. Рамзи появилась на обложке апрельского выпуска британского журнала Vogue. Канал HBO в сотрудничестве с Four Sigmatic выпустил кофе, в состав которого входят ежовик гребенчатый, витамин B12 и органический кордицепс.